# John F. Burns
John Fischer Locksley Burns, né le 4 octobre 1944, est un journaliste et correspondant de guerre britannique. Il est le correspondant à Londres du New York Times.

## Biographie
John F. Burns est né à Nottingham, en Angleterre, et a grandi au Canada. Il a étudié à l'université McGill à Montréal. Il a collaboré au quotidien canadien anglophone The Globe and Mail au début des années 1970.